# Sindaci di Caltanissetta
Di seguito l'elenco cronologico dei sindaci di Caltanissetta e delle altre figure apicali equivalenti che si sono succedute nel corso della storia.

## Regno di Sicilia (1811-1816)
| Periodo           | Periodo          | Primo cittadino                                                                           | Partito | Carica                                                         | Note |
| ----------------- | ---------------- | ----------------------------------------------------------------------------------------- | ------- | -------------------------------------------------------------- | ---- |
| 1º settembre 1811 | 31 agosto 1812   | barone Placido Calafato Michele Taschetti Giuseppe Antonio Natale Giuseppe Calafato       |         | Giurati del Magistrato Municipale sotto giurisdizione baronale |      |
| 1º settembre 1812 | 22 maggio 1813   | Sebastiano Colasberna Vincenzo Lombardo Francesco Mastrosimone Paolo Bevilacqua           |         | Giurati del Magistrato Municipale sotto giurisdizione baronale |      |
| 23 maggio 1813    | 31 agosto 1814   | barone Antonino Bartoccelli Michelangelo Debilio Cosimo Siracusa Luiggi Giordano          |         | Giurati del Magistrato Municipale eletti                       |      |
| 1º settembre 1814 | 31 agosto 1815   | barone Giuseppe Benintende barone Diego Lanzirotti barone Vincenzo Morillo Mario Cassetti |         | Giurati del Magistrato Municipale eletti                       |      |
| 1º settembre 1815 | 31 agosto 1816   | barone Vincenzo Morillo Gaetano Cassetti Francesco Alajmo Michele Calafato                |         | Giurati del Magistrato Municipale eletti                       |      |
| 1º settembre 1816 | 23 febbraio 1819 | Calogero Morillo Angelo Rizzo Francesco Alajmo Michele Calafato                           |         | Giurati del Magistrato Municipale eletti                       |      |

## Regno delle Due Sicilie (1816-1848)
| Periodo           | Periodo          | Primo cittadino                    | Partito | Carica            | Note |
| ----------------- | ---------------- | ---------------------------------- | ------- | ----------------- | ---- |
| 24 febbraio 1819  | 9 ottobre 1819   | barone Mauro Calafato              |         | Sindaco           |      |
| 10 settembre 1819 | 12 marzo 1821    | Angelo Rizzo                       |         | Sindaco           |      |
| 13 marzo 1821     | 12 aprile 1821   | Vincenzo Lombardo                  |         | Sindaco           |      |
| 13 aprile 1821    | 11 dicembre 1824 | Angelo Rizzo                       |         | Sindaco           |      |
| 12 dicembre 1824  | 30 giugno 1828   | barone Placido Calafato            |         | Sindaco           |      |
| 4 giugno 1828     | 31 dicembre 1828 | Giovanni Ajala                     |         | Sindaco           |      |
| 1º gennaio 1829   | 19 ottobre 1829  | Vincenzo Taschetti                 |         | 1° Eletto         |      |
| 20 ottobre 1829   | 1º gennaio 1831  | Giuseppe Giordano                  |         | Sindaco           |      |
| 2 gennaio 1831    | 19 giugno 1833   | Rosario Benintende                 |         | Sindaco           |      |
| 20 giugno 1833    | 24 agosto 1833   | Vincenzo Majda                     |         | 1° Eletto         |      |
| 25 agosto 1833    | 18 gennaio 1836  | Angelo Rizzo                       |         | Sindaco           |      |
| 19 gennaio 1836   | 1º marzo 1836    | Fedele Strazzeri                   |         | Decurione anziano |      |
| 2 marzo 1836      | 6 marzo 1839     | Vincenzo Russo                     |         | Sindaco           |      |
| 7 marzo 1839      | 8 luglio 1839    | Vincenzo Calafati di Canalotti     |         | 1° Eletto         |      |
| 9 luglio 1839     | 31 agosto 1839   | Calcedonio Lacagnina               |         | Decurione anziano |      |
| 1º settembre 1839 | 27 febbraio 1840 | Vincenzo Calafato di Canalotti     |         | 1° Eletto         |      |
| 2 febbraio 1840   | 11 marzo 1842    | barone Vincenzo Barile di Turolifi |         | Sindaco           |      |
| 12 marzo 1842     | 7 giugno 1843    | Francesco Castrogiovanni           |         | 1° Eletto         |      |
| 8 giugno 1843     | 30 novembre 1843 | Fedele Strazzeri                   |         | Sindaco           |      |
| 1º dicembre 1843  | 5 febbraio 1844  | Vincenzo Lipani                    |         | Decurione anziano |      |
| 6 febbraio 1844   | 21 marzo 1844    | Michele Bartoccelli                |         | Decurione anziano |      |
| 22 marzo 1844     | 13 agosto 1844   | Vincenzo Calafato di Canalotti     |         | Decurione         |      |
| 14 agosto 1844    | 24 agosto 1844   | Antonio Limafonte                  |         | Decurione         |      |
| 25 agosto 1844    | 6 ottobre 1844   | Giuseppe Rava                      |         | Decurione         |      |
| 7 ottobre 1844    | 15 ottobre 1844  | Giuseppe Furitano                  |         | Decurione         |      |
| 16 ottobre 1844   | 18 ottobre 1844  | Giuseppe Rava                      |         | Decurione         |      |
| 19 ottobre 1844   | 28 maggio 1845   | Giuseppe Furitano                  |         | Decurione         |      |
| 29 maggio 1845    | 7 giugno 1845    | Giuseppe Rava                      |         | Decurione         |      |
| 8 giugno 1845     | 14 giugno 1845   | Giuseppe Furitano                  |         | Decurione         |      |
| 15 giugno 1845    | 3 ottobre 1845   | Giuseppe Rava                      |         | Decurione         |      |
| 4 ottobre 1845    | 8 giugno 1846    | Giuseppe Furitano                  |         | Decurione         |      |
| 28 luglio 1846    | 4 novembre 1846  | barone Antonio Lanzirotti          |         | 1° Eletto         |      |
| 5 novembre 1846   | 31 dicembre 1846 | Francesco Sortino                  |         | Decurione         |      |
| 1º gennaio 1847   | 14 febbraio 1847 | barone Antonio Lanzirotti          |         | Decurione         |      |
| 15 febbraio 1847  | 24 febbraio 1848 | Giovancalogero Barile di Turolifi  |         | Sindaco           |      |

## Regno di Sicilia (1848-1849)
| Periodo          | Periodo        | Primo cittadino                   | Partito | Carica                             | Note |
| ---------------- | -------------- | --------------------------------- | ------- | ---------------------------------- | ---- |
| 25 febbraio 1848 | 8 giugno 1848  | Pasquale Cardella                 |         | Decurione anziano                  |      |
| 9 giugno 1848    | 23 aprile 1849 | Francesco Guittardi               |         | Presidente del Magistrato Comunale |      |
| 24 aprile 1849   | 27 aprile 1849 | Giovancalogero Barile di Turolifi |         | Presidente del Magistrato Comunale |      |

## Regno delle Due Sicilie (1849-1860)
| Periodo          | Periodo          | Primo cittadino                        | Partito | Carica                                       | Note |
| ---------------- | ---------------- | -------------------------------------- | ------- | -------------------------------------------- | ---- |
| 28 aprile 1849   | 28 gennaio 1850  | barone Girolamo Bartoccelli            |         | Sindaco                                      |      |
| 29 gennaio 1850  | 4 febbraio 1856  | Giuseppe Rava                          |         | Sindaco                                      |      |
| 15 febbraio 1856 | 11 luglio 1857   | barone Francesco Morillo di Trabonella |         | Sindaco                                      |      |
| 12 luglio 1857   | 18 luglio 1857   | Mauro Bartoccelli                      |         | 1° Eletto                                    |      |
| 19 luglio 1856   | 29 gennaio 1859  | Giovancalogero Barile di Turolifi      |         | Sindaco                                      |      |
| 30 gennaio 1859  | 11 febbraio 1859 | Mauro Bartoccelli                      |         | 1° Eletto                                    |      |
| 12 febbraio 1859 | giugno 1860      | Antonio Sillitti-Bordonaro             |         | Sindaco e Presidente del Magistrato Comunale |      |

## Dittatura di Garibaldi (1860-1861)
| Periodo     | Periodo          | Primo cittadino            | Partito | Carica                                       | Note |
| ----------- | ---------------- | -------------------------- | ------- | -------------------------------------------- | ---- |
| giugno 1860 | 24 febbraio 1861 | Antonio Sillitti-Bordonaro |         | Sindaco e Presidente del Magistrato Comunale |      |

## Regno d'Italia (1861-1946)
| Sindaci                                        | Sindaci                                       | Sindaci | Sindaci                     | Sindaci           |                   |
| Nominativo                                     | Nominativo                                    | Partito | Partito                     | Mandato           | Mandato           |
| Nominativo                                     | Nominativo                                    | Partito | Partito                     | Inizio            | Fine              |
| ---------------------------------------------- | --------------------------------------------- | ------- | --------------------------- | ----------------- | ----------------- |
|                                                | Salvatore Scarlata                            |         |                             | 30 gennaio 1861   | 30 dicembre 1863  |
|                                                | Antonio Sillitti-Bordonaro                    |         |                             | 30 maggio 1864    | 11 dicembre 1866  |
|                                                | Salvatore Scarlata                            |         |                             | 4 agosto 1867     | 27 ottobre 1868   |
|                                                | Giuseppe Rava                                 |         |                             | 2 luglio 1869     | 9 febbraio        |
|                                                | Antonio Sillitti-Bordonaro                    |         |                             | 10 febbraio 1870  | 10 settembre 1872 |
|                                                | Ignazio Cosentino                             |         |                             | 14 ottobre 1874   | 1º ottobre 1875   |
|                                                | barone Giovanni Benintende di Sabucina        |         |                             | 10 agosto 1876    | 19 maggio 1881    |
|                                                | cavaliere Giuseppe Gaetani dei Conti d'Oriseo |         |                             | 25 marzo 1882     | 8 giugno 1885     |
|                                                | conte Ignazio Testasecca                      |         |                             | 11 luglio 1885    | 26 marzo 1886     |
|                                                | barone Guglielmo Luigi Lanzirotti             |         |                             | 10 aprile 1888    | 8 giugno 1889     |
|                                                | cavaliere Angelo Cosentino                    |         |                             | 26 novembre 1889  | 25 dicembre 1889  |
|                                                | Giuseppe Lo Piano                             |         |                             | 8 marzo 1890      | 17 settembre 1890 |
|                                                | Giuseppe Rinaldi                              |         |                             | 17 settembre 1890 | 21 maggio 1891    |
|                                                | conte Berengario Gaetani d'Oriseo             |         |                             | 25 gennaio 1891   | 10 maggio 1894    |
|                                                | Ottavio Trigona della Floresta                |         |                             | 11 maggio 1894    | 12 agosto 1895    |
|                                                | Andrea Crescimanno                            |         |                             | 13 agosto 1895    | 15 novembre 1895  |
|                                                | barone Enrico Barile di Turolifi              |         |                             | 10 novembre 1895  | 15 luglio 1896    |
|                                                | conte Berengario Gaetani d'Oriseo             |         |                             | 16 marzo 1897     | 23 aprile 1911    |
|                                                | Andrea Crescimmanno                           |         |                             | 24 aprile 1911    | 11 maggio 1911    |
|                                                | Giuseppe Scarlata                             |         |                             | 15 febbraio 1912  | 21 marzo 1915     |
|                                                | Ottavio Trigona della Floresta                |         |                             | 23 marzo 1915     | 23 settembre 1915 |
|                                                | cavaliere Giovanni Ajala                      |         |                             | 16 maggio 1916    | 3 ottobre 1919    |
|                                                | Rosario Rossi Regio commissario               |         |                             | 1919              | 1920              |
|                                                | Agostino Lo Piano Pomar                       |         | Partito Socialista Italiano | 26 settembre 1920 | 28 agosto 1922    |
|                                                | Ottavio Trigona della Floresta                |         | Indipendente                | 29 giugno 1922    | 3 maggio 1923     |
| Podestà nominati dal governo                   |                                               |         |                             |                   |                   |
| Nominativo                                     | Nominativo                                    | Partito | Partito                     | Mandato           | Mandato           |
| Nominativo                                     | Nominativo                                    | Partito | Partito                     | Inizio            | Fine              |
|                                                | Ernesto Cataldo Vassallo                      |         | Partito Nazionale Fascista  | 23 gennaio 1923   | 8 maggio 1929     |
|                                                | cavaliere Giovanni Ajala                      |         | Partito Nazionale Fascista  | 9 maggio 1929     | 25 ottobre 1932   |
|                                                | Costantino La Paglia                          |         | Partito Nazionale Fascista  | 18 dicembre 1933  | 5 ottobre 1936    |
|                                                | Giovanni Crescinanno                          |         | Partito Nazionale Fascista  | 14 ottobre 1936   | 9 marzo 1941      |
|                                                | Mauro Tumminelli                              |         | Partito Nazionale Fascista  | 10 marzo 1941     | 14 settembre 1944 |
| Sindaci del periodo costituzionale transitorio |                                               |         |                             |                   |                   |
| Nominativo                                     | Nominativo                                    | Partito | Partito                     | Mandato           | Mandato           |
| Nominativo                                     | Nominativo                                    | Partito | Partito                     | Inizio            | Fine              |
|                                                | Enrico Porrello                               |         | Partito Socialista Italiano | 15 settembre 1944 | 15 settembre 1945 |
|                                                | Venanzio Cucugliata commissario governativo   | –       | –                           | 16 settembre 1945 | 22 aprile 1946    |

## Repubblica Italiana (dal 1946)
| Sindaci eletti dal Consiglio comunale (1946-1993)    | Sindaci eletti dal Consiglio comunale (1946-1993) | Sindaci eletti dal Consiglio comunale (1946-1993) | Sindaci eletti dal Consiglio comunale (1946-1993) | Sindaci eletti dal Consiglio comunale (1946-1993) | Sindaci eletti dal Consiglio comunale (1946-1993) | Sindaci eletti dal Consiglio comunale (1946-1993) | Sindaci eletti dal Consiglio comunale (1946-1993) | Sindaci eletti dal Consiglio comunale (1946-1993) |
| Nominativo                                           | Nominativo                                        | Partito                                           | Partito                                           | Partito                                           | Partito                                           | Mandato                                           | Mandato                                           | Elezione                                          |
| Nominativo                                           | Nominativo                                        | Partito                                           | Partito                                           | Partito                                           | Partito                                           | Inizio                                            | Fine                                              | Elezione                                          |
| ---------------------------------------------------- | ------------------------------------------------- | ------------------------------------------------- | ------------------------------------------------- | ------------------------------------------------- | ------------------------------------------------- | ------------------------------------------------- | ------------------------------------------------- | ------------------------------------------------- |
|                                                      | Gabriele Amico Valenti                            |                                                   | Democrazia Cristiana                              | Democrazia Cristiana                              | Democrazia Cristiana                              | 23 aprile 1946                                    | 17 novembre 1947                                  | Elezione 1946                                     |
|                                                      | Vincenzo Marcenò                                  |                                                   | Democrazia Cristiana                              | Democrazia Cristiana                              | Democrazia Cristiana                              | 18 novembre 1947                                  | 12 luglio 1948                                    | Elezione 1946                                     |
|                                                      | Pietro Restivo                                    |                                                   | Democrazia Cristiana                              | Democrazia Cristiana                              | Democrazia Cristiana                              | 13 luglio 1948                                    | 7 luglio 1952                                     | Elezione 1946                                     |
|                                                      | Carmelo Longo                                     |                                                   | Democrazia Cristiana                              | Democrazia Cristiana                              | Democrazia Cristiana                              | 8 luglio 1952                                     | 9 dicembre 1954                                   | Elezione 1952                                     |
|                                                      | Gioacchino Papa                                   |                                                   | Partito Comunista Italiano                        | Partito Comunista Italiano                        | Partito Comunista Italiano                        | 10 dicembre 1954                                  | 20 dicembre 1954                                  | Elezione 1952                                     |
|                                                      | Carmelo Longo                                     |                                                   | Democrazia Cristiana                              | Democrazia Cristiana                              | Democrazia Cristiana                              | 21 dicembre 1954                                  | 24 giugno 1956                                    | Elezione 1952                                     |
|                                                      | Ottavio Rizza                                     |                                                   | Democrazia Cristiana                              | Democrazia Cristiana                              | Democrazia Cristiana                              | 25 giugno 1956                                    | 5 aprile 1957                                     | Elezione 1956                                     |
|                                                      | Calogero Traina                                   |                                                   | Democrazia Cristiana                              | Democrazia Cristiana                              | Democrazia Cristiana                              | 6 aprile 1957                                     | 13 marzo 1959                                     | Elezione 1956                                     |
|                                                      | Francesco Saverio D'Angelo                        |                                                   | Indipendente                                      | Indipendente                                      | Indipendente                                      | 14 marzo 1959                                     | 15 gennaio 1961                                   | Elezione 1956                                     |
|                                                      | Calogero Traina                                   |                                                   | Democrazia Cristiana                              | Democrazia Cristiana                              | Democrazia Cristiana                              | 16 gennaio 1961                                   | 9 gennaio 1962                                    | Elezione 1960                                     |
|                                                      | Umberto Traina                                    |                                                   | Democrazia Cristiana                              | Democrazia Cristiana                              | Democrazia Cristiana                              | 10 gennaio 1962                                   | 18 gennaio 1965                                   | Elezione 1960                                     |
|                                                      | Calogero Traina                                   |                                                   | Democrazia Cristiana                              | Democrazia Cristiana                              | Democrazia Cristiana                              | 19 gennaio 1965                                   | 27 febbraio 1967                                  | Elezione 1964                                     |
|                                                      | Piero Oberto                                      |                                                   | Democrazia Cristiana                              | Democrazia Cristiana                              | Democrazia Cristiana                              | 28 febbraio 1967                                  | 1970                                              | Elezione 1964                                     |
| 1970                                                 | Piero Oberto                                      | 15 marzo 1972                                     | Democrazia Cristiana                              | Democrazia Cristiana                              | Democrazia Cristiana                              | Elezione 1970                                     |                                                   |                                                   |
|                                                      | Raimondo Collodoro                                |                                                   | Democrazia Cristiana                              | Democrazia Cristiana                              | Democrazia Cristiana                              | Elezione 1970                                     | 16 marzo 1972                                     | 18 settembre 1972                                 |
|                                                      | Giuseppe Giliberto                                |                                                   | Democrazia Cristiana                              | Democrazia Cristiana                              | Democrazia Cristiana                              | Elezione 1970                                     | 19 settembre 1972                                 | 29 marzo 1974                                     |
|                                                      | Giuseppe Sapia                                    |                                                   | Democrazia Cristiana                              | Democrazia Cristiana                              | Democrazia Cristiana                              | Elezione 1970                                     | 30 marzo 1974                                     | 15 marzo 1975                                     |
|                                                      | Giuseppe Giliberto                                |                                                   | Democrazia Cristiana                              | Democrazia Cristiana                              | Democrazia Cristiana                              | Elezione 1970                                     | 16 marzo 1975                                     | 31 luglio 1975                                    |
|                                                      | Vincenzo Assennato                                |                                                   | Democrazia Cristiana                              | Democrazia Cristiana                              | Democrazia Cristiana                              | 1º agosto 1975                                    | 12 maggio 1977                                    | Elezione 1975                                     |
|                                                      | Aldo Giarratano                                   |                                                   | Democrazia Cristiana                              | Democrazia Cristiana                              | Democrazia Cristiana                              | 13 maggio 1977                                    | 6 agosto 1980                                     | Elezione 1975                                     |
|                                                      | Giuseppe Giliberto                                |                                                   | Democrazia Cristiana                              | Democrazia Cristiana                              | Democrazia Cristiana                              | 7 agosto 1980                                     | 17 maggio 1982                                    | Elezione 1980                                     |
|                                                      | Rudy Maira                                        |                                                   | Democrazia Cristiana                              | Democrazia Cristiana                              | Democrazia Cristiana                              | 18 maggio 1982                                    | 11 luglio 1984                                    | Elezione 1980                                     |
|                                                      | Salvatore Vizzini                                 |                                                   | Democrazia Cristiana                              | Democrazia Cristiana                              | Democrazia Cristiana                              | 12 luglio 1984                                    | 14 luglio 1985                                    | Elezione 1980                                     |
|                                                      | Silvestro Coco                                    |                                                   | Democrazia Cristiana                              | Democrazia Cristiana                              | Democrazia Cristiana                              | 15 luglio 1985                                    | 23 dicembre 1985                                  | Elezione 1985                                     |
|                                                      | Massimo Taglialavore                              |                                                   | Democrazia Cristiana                              | Democrazia Cristiana                              | Democrazia Cristiana                              | 24 dicembre 1985                                  | 20 gennaio 1988                                   | Elezione 1985                                     |
|                                                      | Rudy Maira                                        |                                                   | Democrazia Cristiana                              | Democrazia Cristiana                              | Democrazia Cristiana                              | 21 gennaio 1988                                   | 17 giugno 1990                                    | Elezione 1985                                     |
|                                                      | Aldo Giarratano                                   |                                                   | Democrazia Cristiana                              | Democrazia Cristiana                              | Democrazia Cristiana                              | 18 giugno 1990                                    | 31 maggio 1992                                    | Elezione 1990                                     |
|                                                      | Onofrio Zaccone (Commissario regionale)           | –                                                 | –                                                 | –                                                 | –                                                 | 1º giugno 1992                                    | 5 dicembre 1993                                   | –                                                 |
| Sindaci eletti direttamente dai cittadini (dal 1993) |                                                   |                                                   |                                                   |                                                   |                                                   |                                                   |                                                   |                                                   |
| Nominativo                                           | Nominativo                                        | Partito                                           | Partito                                           | Coalizione                                        | Coalizione                                        | Mandato                                           | Mandato                                           | Elezione                                          |
| Nominativo                                           | Nominativo                                        | Partito                                           | Partito                                           | Coalizione                                        | Coalizione                                        | Inizio                                            | Fine                                              | Elezione                                          |
|                                                      | Giuseppe Mancuso                                  |                                                   | Movimento Sociale Italiano - Destra Nazionale     |                                                   | MSI-DN-L. civiche                                 | 6 dicembre 1993                                   | 15 dicembre 1997                                  | Elezione 1993                                     |
|                                                      | Michele Abbate                                    |                                                   | Alleanza Democratica                              |                                                   | PDS-PRC-SI                                        | 15 dicembre 1997                                  | 7 maggio 1999                                     | Elezione 1997                                     |
|                                                      | Stefano Agliata (Commissario straordinario)       | –                                                 | –                                                 | –                                                 | –                                                 | 24 maggio 1999                                    | 16 dicembre 1999                                  | –                                                 |
|                                                      | Salvatore Messana                                 |                                                   | Indipendente (1999-2002)                          |                                                   | DS-UDEUR-PPI-SDI-RI-PRC-PdCI-Dem                  | 16 dicembre 1999                                  | 15 giugno 2004                                    | Elezione 1999                                     |
|                                                      | Salvatore Messana                                 | Democrazia è Libertà - La Margherita (2002-2009)  |                                                   |                                                   | DS-UDEUR-PPI-SDI-RI-PRC-PdCI-Dem                  | 16 dicembre 1999                                  | 15 giugno 2004                                    | Elezione 1999                                     |
|                                                      | Salvatore Messana                                 | DS-UDEUR-DL-SDI-IdV-PRC-PdCI                      | 15 giugno 2004                                    | 25 giugno 2009                                    | Elezione 2004                                     |                                                   |                                                   |                                                   |
|                                                      | Michele Campisi                                   |                                                   | Il Popolo della Libertà                           |                                                   | PdL-DC-L. civiche                                 | 25 giugno 2009                                    | 11 giugno 2014                                    | Elezione 2009                                     |
|                                                      | Giovanni Ruvolo                                   |                                                   | Indipendente                                      |                                                   | PD-UdC-L. civiche                                 | 11 giugno 2014                                    | 15 maggio 2019                                    | Elezione 2014                                     |
|                                                      | Roberto Gambino                                   |                                                   | Movimento 5 Stelle                                |                                                   | M5S                                               | 15 maggio 2019                                    | 25 giugno 2024                                    | Elezione 2019                                     |
|                                                      | Walter Tesauro                                    |                                                   | Forza Italia                                      |                                                   | FdI-FI-LSP-UdC-NM-DC-L. civiche                   | 25 giugno 2024                                    | in carica                                         | Elezione 2024                                     |